# Лабаница
Лабаница (грч. Λάβα, Лава) је насељено место у општини Сервија у периферији Западна Македонија, Грчка. Према попису из 2021. године било је без становника.
Насеље је 1913. године имало 390 житеља Грка. Српски историчар Спиридон Гопчевић, 1890. године бележи да је Лабаница хеленизовано словенско село. Седамдесетих година 20. века подигнуто је насеље Нова Лава (Нова Лабаница) где су пресељени мештани Лабанице, тако је 1981. године село остало без становника.